# 山口県道202号香山園公園線
山口県道202号香山園公園線（やまぐちけんどう202ごう こうざんえんこうえんせん）は、山口県山口市を通る一般県道である。

## 概要
山口市香山町から山口市上竪小路に至る。
路線名に名付けられた「香山園公園」と称する公園は存在しない。瑠璃光寺の南側に「香山園」（こうざんえん）と称する公園があり、これを「香山公園」（こうざんこうえん）と称することはあるものの、「香山園公園」と呼ばれることはない。

### 路線データ
- 起点：山口市香山町（香山公園付近）
- 終点：山口市上竪小路（上竪小路交差点、国道9号交点、山口県道62号山口旭線起点）

## 歴史
- 2025年（令和7年）3月28日 - 山口県告示第113号により県道の告示内容が変更され、山口県告示第114号により上竪小路交差点 - 竪小路交差点交差点の区域が解除される[1]。

## 路線状況

### 重複区間
- 山口県道62号山口旭線（山口市木町 - 山口市上竪小路・上竪小路交差点（終点））

## 地理

### 通過する自治体
- 山口県
  - 山口市

### 交差する道路
| 交差する道路                              | 交差する場所   | 交差する場所          |
| ----------------------------------------- | -------------- | --------------------- |
| 山口県道62号山口旭線 重複区間起点         | 木町（きまち） |                       |
| 国道9号 山口県道62号山口旭線 重複区間終点 | 上竪小路       | 上竪小路交差点 / 終点 |

### 沿線
- 瑠璃光寺
- 瑠璃光寺五重塔（国宝）
- 洞春寺
- 毛利家墓所
- のむら美術館（旧：香山文芸館）
- 一の坂川
- 八坂神社
- 龍福寺 - 大内氏の館があったところに建つ。
- 野田学園中学校・高等学校

1. ↑  “山口県報 令和7年3月28日 第591号”.  山口県. p. 10-11 (2025年3月28日). 2025年8月6日閲覧。